# Eszperantó-forrás (Piliscsév)
Elleti ká studenka – Eszperantó-forrás néven van egy forrás a Pilisben, a Komárom-Esztergom vármegyei Piliscsév közigazgatási területén. Ilyen néven Magyarországon még legalább öt másik forrás is létezik – Nagybakónaknál kettő, Lillafürednél, Kaposvárnál és Dombóváron, de a piliscsévi viseli legrégebb óta ezt az elnevezést. Az elnevezés egy spontán folyamatot indított el, az eszperantó forráskultuszt.

## Fekvése
Piliscsév műemléki pincesorától északkeletre, a Csévi-barlang alatt húzódó Basina-völgyben fakad, három kisebb völgy találkozásánál, a Pilis hegytömbjének délnyugati lábánál, a jóval kisebb alapterületű, 386 méter magas Basa-hegy csúcsától északnyugatra. A falu felől gyalogút vezet a völgy hosszában, egy mezőn keresztül, egy pincesor mentén és egy kisebb kaptató érintésével a forráshoz.
A forrásból elfolyó víz a Csévi-patakot táplálja.
Google térképen: Eszperantó-forrás - Piliscsév, GPS 47.68904, 18.83991

## Története
A helyi szlovák nemzetiségi lakosok körében már a 19. században kedvelt forrásnak számított, neve – Pesty Frigyes gyűjtése szerint – Elleti ká studenka volt. Az 1920-as években a környék bányászaiból alakult illegális kommunisták e forrást választották rendszeres találkozási helyüknek, ahol anélkül vehettek részt szemináriumi foglalkozásokon, hogy a hatóságok szemmel tudták volna tartani, le tudták volna hallgatni őket. Az összejövetelek az akkor népszerűvé váló eszperantó nyelv tanulásának fedése alatt zajlottak, így apránként a forrásra is ráragadt ez a név.
Az 1960-as években a település legkedveltebb kirándulóhelyei közé tartozott a forrás és környéke; esőházak, parkosított területek létesültek, a gyepet rendszeresen kaszálták, sőt a helyi hentes, Kukola Mihály hétvégente lacikonyhát is működtetett a forrással szemben, külön erre a célra kiépített kis magaslaton. 1966 júniusában az akkor Budapesten konferenciát tartó hazai eszperantisták emléktáblát is avattak itt a szövetségük nevében. Később a hely vesztett népszerűségéből, a nyolcvanas évekre egészen lepusztult.
A helyi értékvédők több korábbi, kudarcot vallott próbálkozás után a 2006-os évet tűzték ki az Eszperantó-forrás rehabilitációjára.
A forrás már évtizedekkel korábban kiapadt, de a vízvételi lehetőség adott egy Norton-kút segítségével.

## Turizmus
A forrást a piros kör és a sárga kör turistajelzések érintik, az előbbi a hegylábi pincesor közelében ágazik ki a Piliscsévet Pilisszentlélekkel és Pilismaróttal összekötő piros jelzésből, az utóbbi észak felől közelíti meg a forrást, abból a sárga jelzésből kiágazva, amely Pilisvörösvárt köti össze a Zajnát-hegyeken át Klastrompusztával, Pilisszentlélekkel és északabbi turistacélpontokkal.
A forrás környezete:

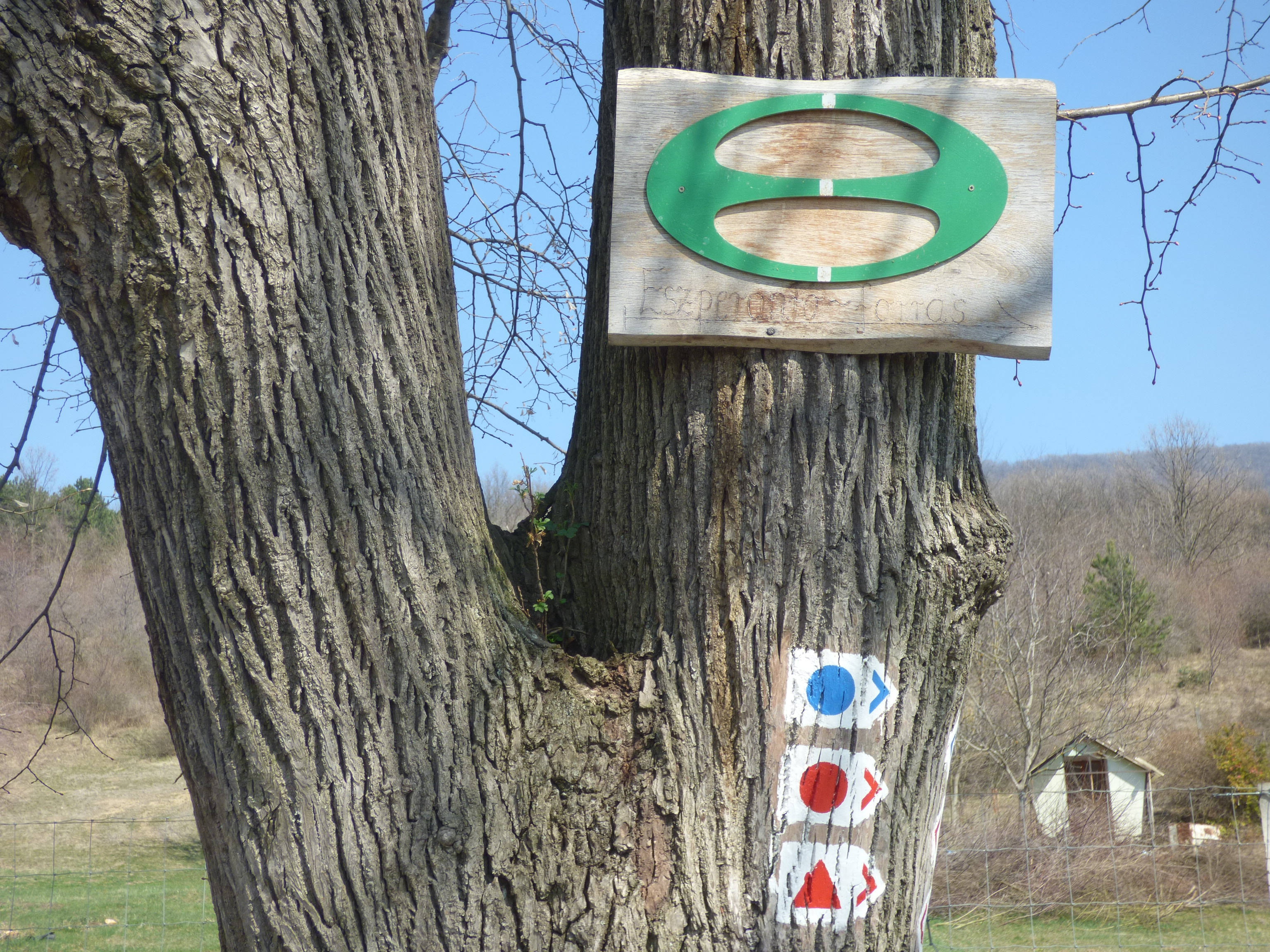
Turistajelzések és a forrás saját jelzése az Eszperantó-forráshoz vezető úton
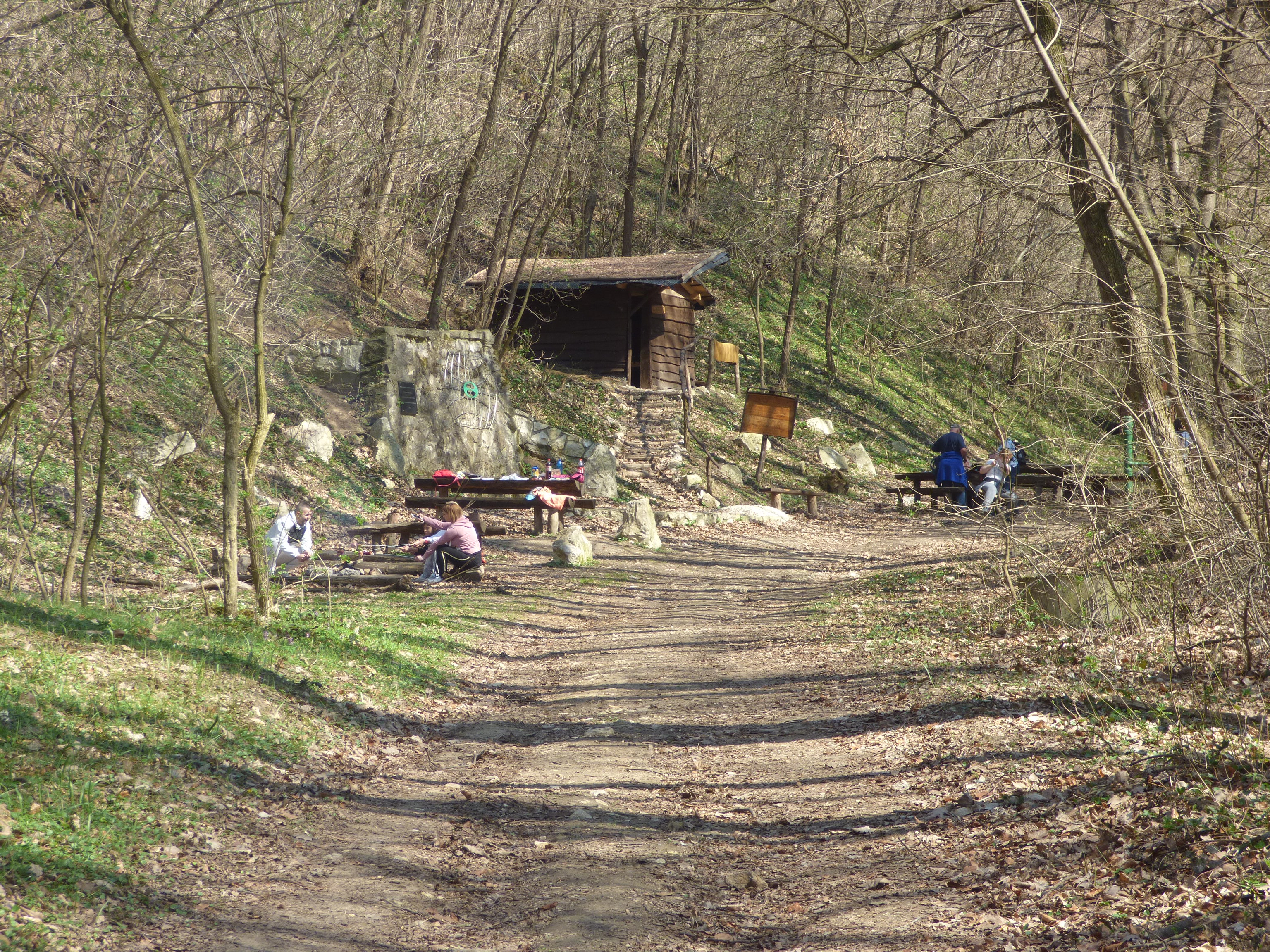
Az Eszperantó-forrás népszerű kirándulóhely ma is
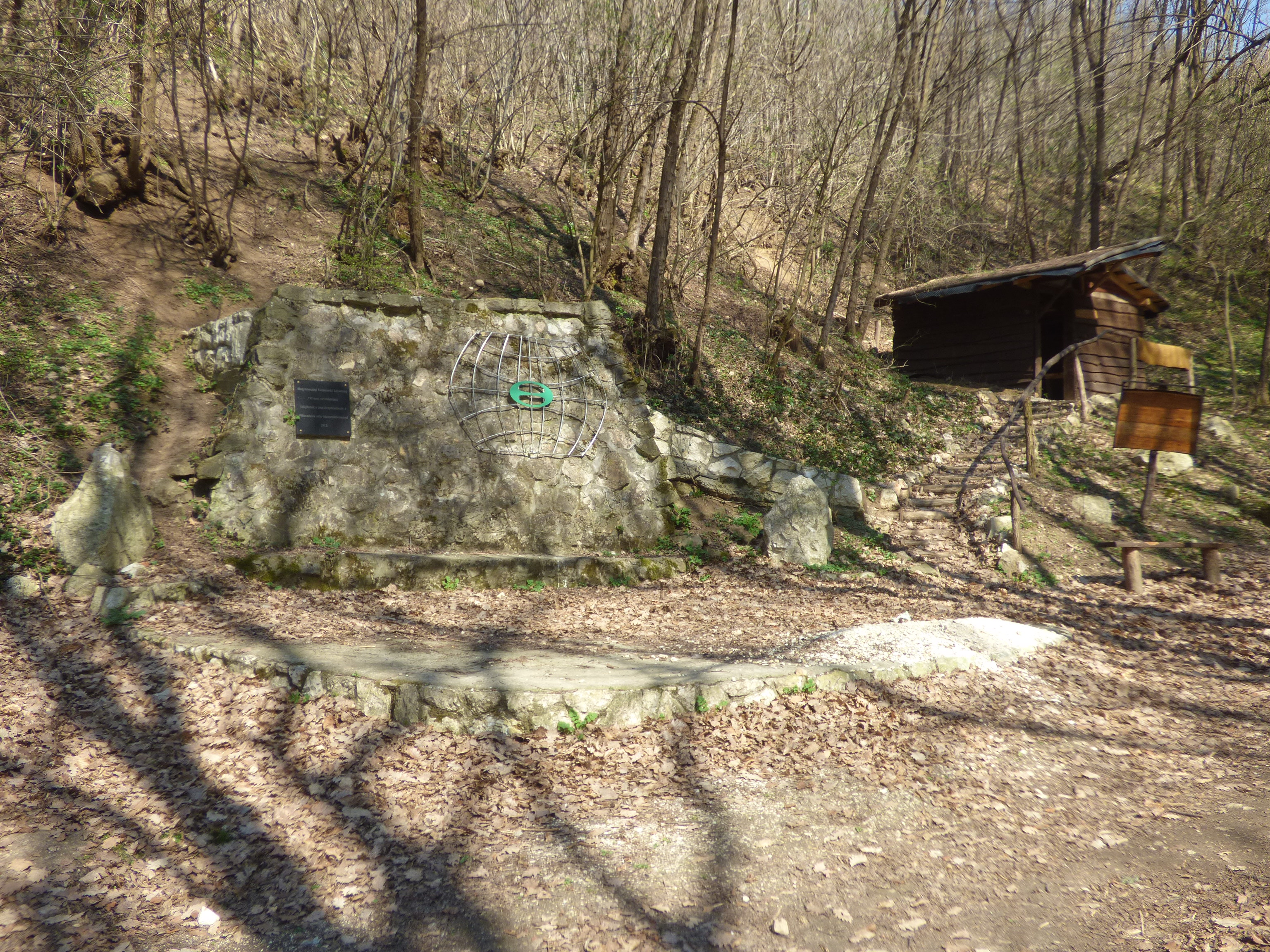
Az Eszperantó-forrás környéke
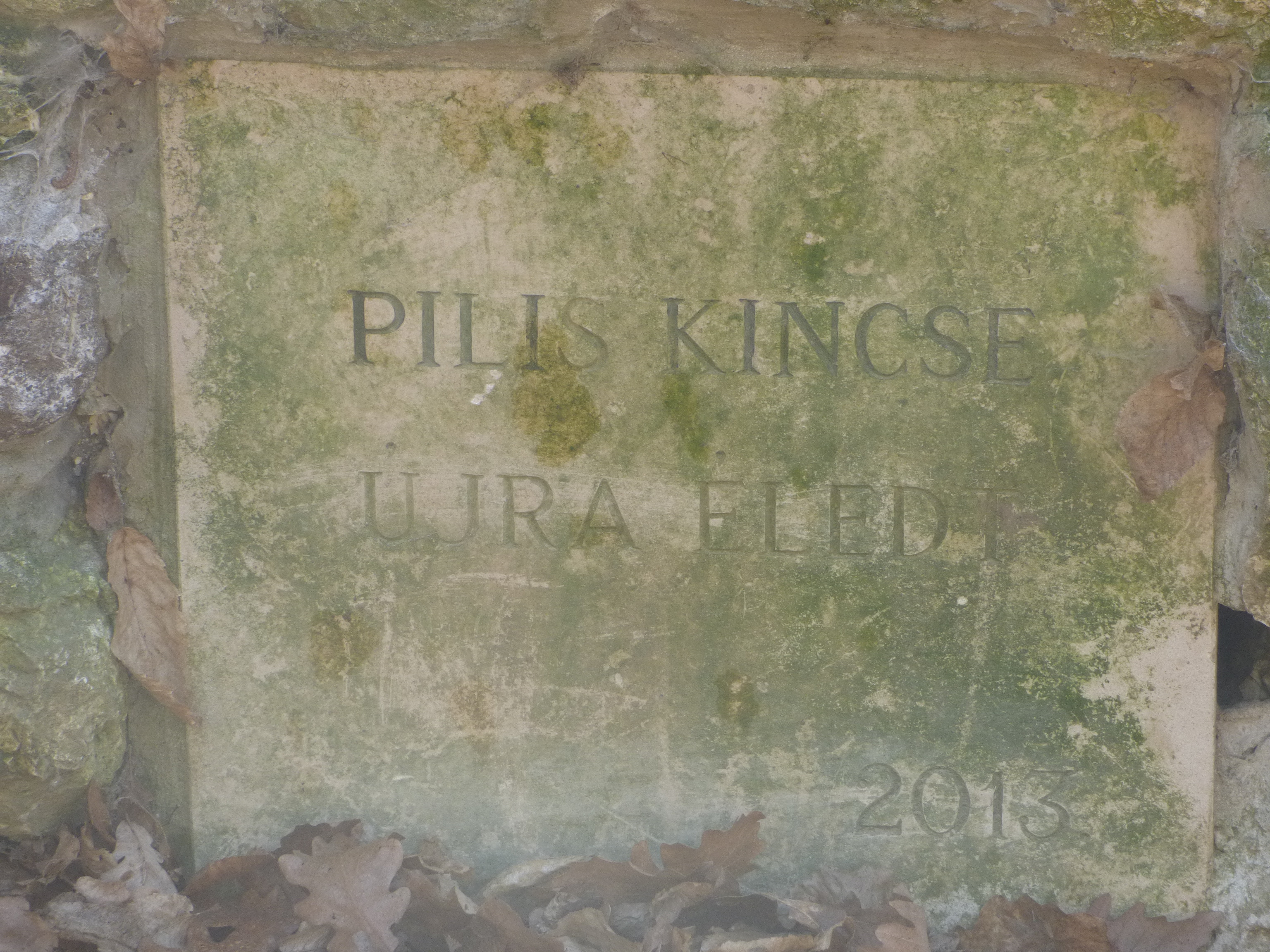
Emléktábla az Eszperantó-forrásnál
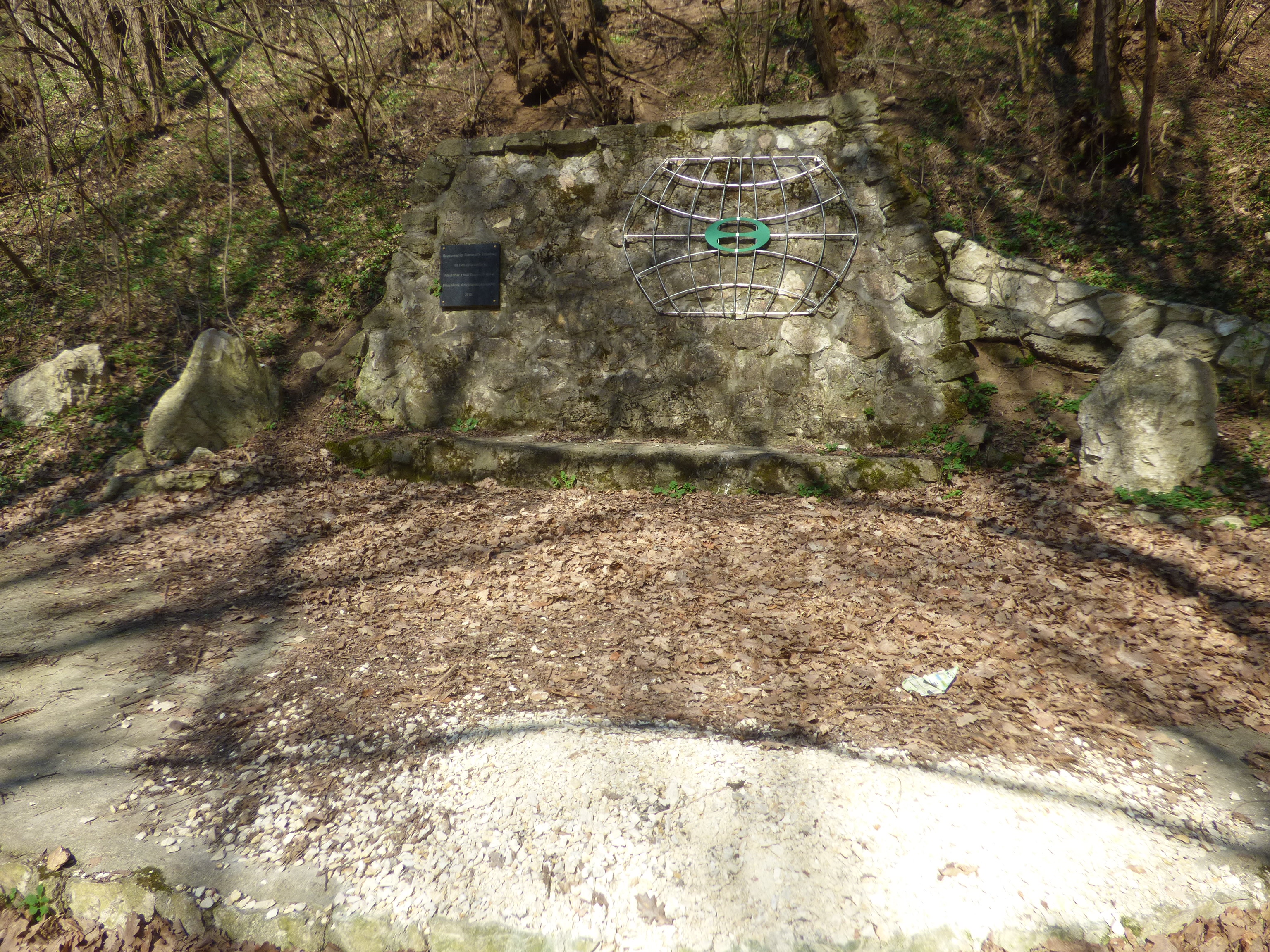
Emlékfal az Eszperantó-forrásnál
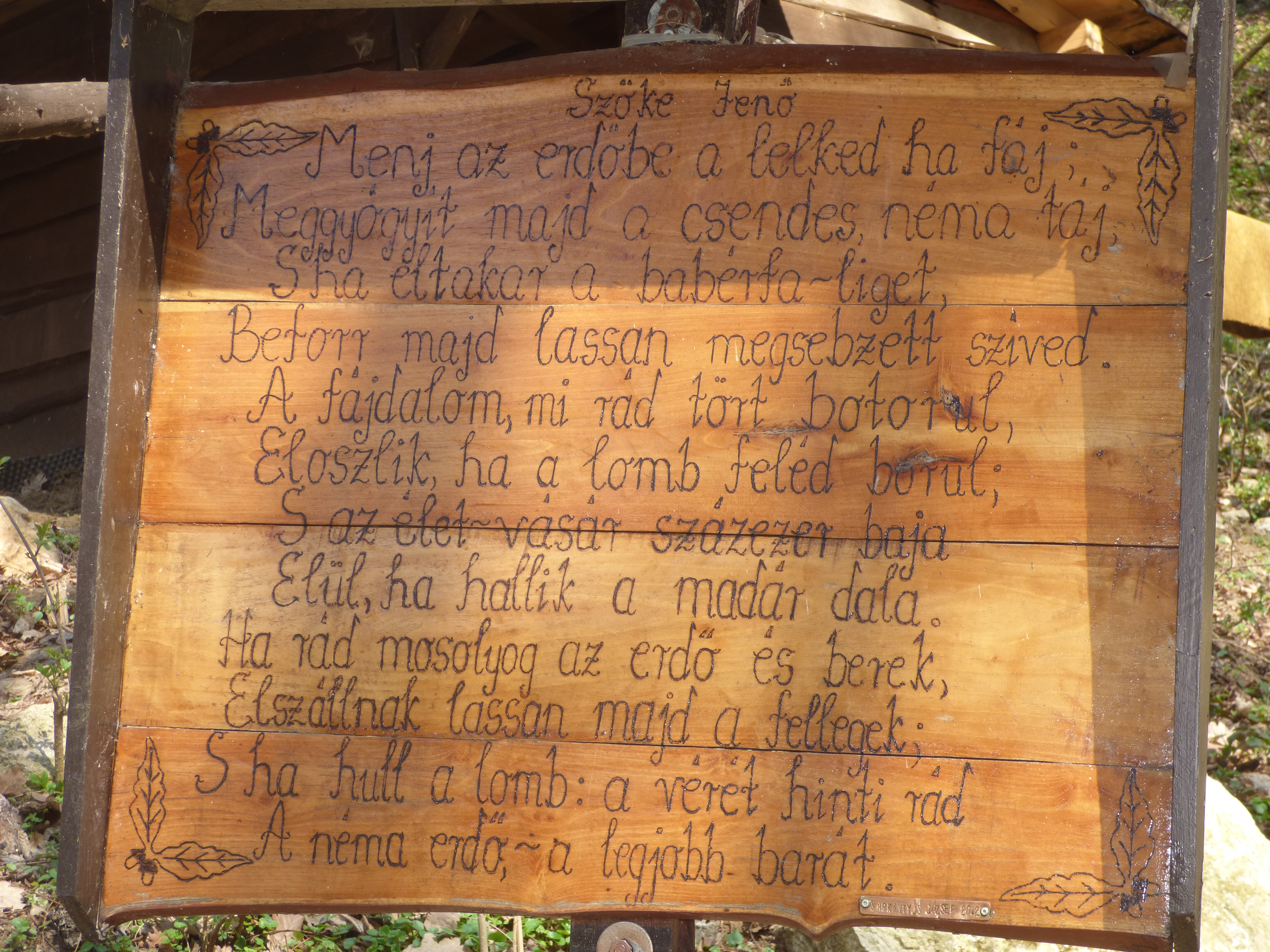
Fatáblára vésett vers az Eszperantó-forrásnál
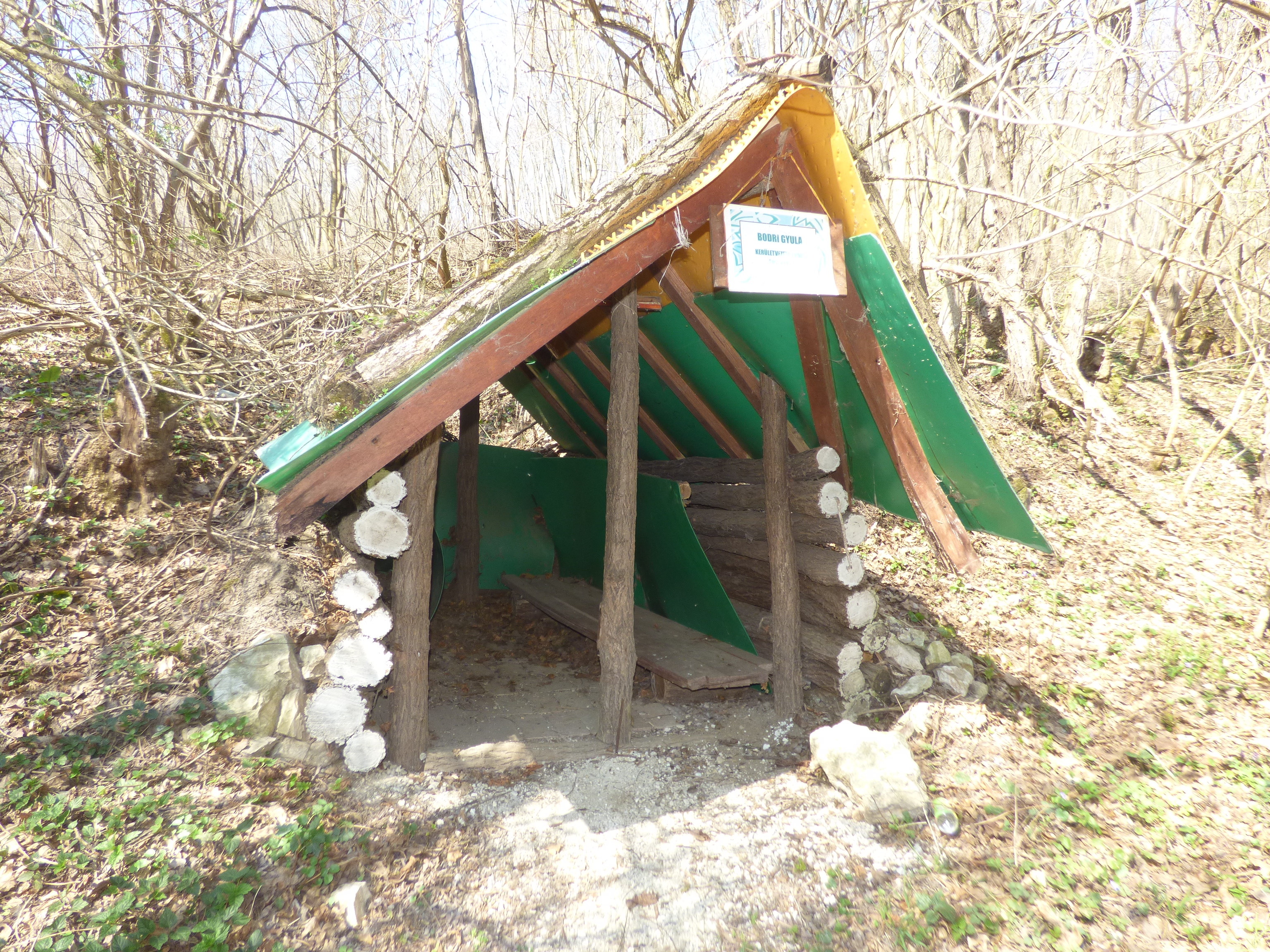
Bodri Gyula emlékkunyhó az Eszperantó-forrás közelében
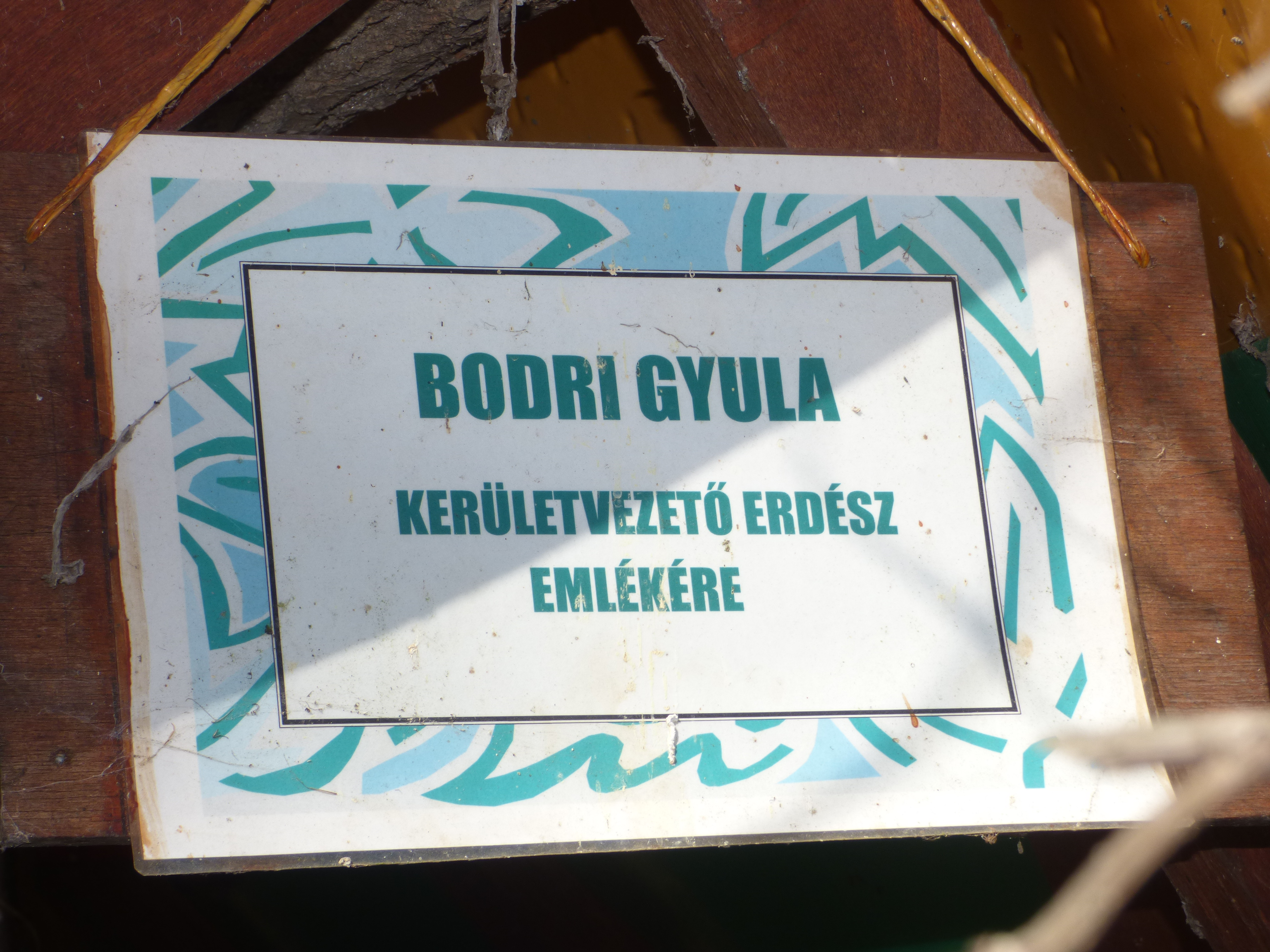
A Bodri Gyula emlékkunyhó táblája az Eszperantó-forrás közelében